# Warlock – Satans Sohn
Warlock – Satans Sohn (englisch Warlock ‚Hexenmeister‘) ist ein US-amerikanischer Fantasy-Thriller aus dem Jahr 1989. Der Film startete am 21. September 1989 in den deutschen Kinos.

## Handlung
Im Jahre 1689: Vier Personen, davon drei Richter, marschieren durch die Straßen von Boston. Im Gefängnis betreten die Richter die Zelle, in welcher der Hexenmeister Warlock angekettet ist, in einer qualvollen vornübergebeugten Körperhaltung im Stehen. Der Hexenjäger Giles Redferne geht gegen den Hexenmeister vor, um ihm den Prozess zu machen. Auf den sündigen Satansanbeter wartet der Galgen. Als sie das Gefängnis verlassen, zieht ein Sturm über dem Gefängnisturm auf, und ein in die Holztür eingraviertes Pentagramm verschwindet. Der Wirbelsturm hilft dem Warlock zu fliehen, Redferne springt ihm hinterher und beide landen im Kalifornien des 20. Jahrhunderts. Dabei bricht der Warlock nachts durch ein Fenster des Hauses, in dem die junge Frau Kassandra, die als Kellnerin arbeitet und an Diabetes leidet, und ihr homosexueller Mitbewohner Chas leben, der Antiquitäten sammelt. Am nächsten Tag schneidet der Warlock dem Bewohner Chas in der Küche mit einem Messer den rechten kleinen Finger ab, um ihm einen Ring abzunehmen. Außerdem beißt der Warlock ihm die Zunge aus dem Mund und spuckt sie in eine Bratpfanne.
Der Warlock macht sich auf die Suche nach den drei papierenen Teilen des Grand Grimoire, welche zusammengefügt das Tor der Hölle aufbrechen. Er sucht eine Seherin auf, denn er benötigt Satans Anweisungen, um die Siegel zu finden. Als die Seherin dabei ist, den Geist Samiel herbeizurufen, überkommen sie plötzlich seltsame Zuckungen. Als sie ihren Kopf wieder von der Tischplatte hebt, trägt sie ein dämonisches Gesicht mit spitzen Zähnen. „Dass meine Augen dich leiten“, spricht der Dämon durch den Körper des menschlichen Mediums, womit die Augen der Seherin gemeint sind, die anschließend vom Warlock entfernt und als Kompass benutzt werden.
Redferne verwendet ein Ortungsgerät, das wie ein Kompass aussieht, um den Warlock aufzuspüren. Die ersten Seiten des Hexenbuchs entdeckt der Warlock unter den Brettern eines antiken Tischs im Haus des Mädchens Kassandra. Außerdem erbeutet er einen Armreif von Kassandra und legt einen Fluch über sie, der sie jeden Tag um 20 Jahre altern lassen soll. Bevor der Warlock seine Mission fortsetzt, benötigt er das Fett von einem ungetauften Kind, wodurch er die Fähigkeit des Fliegens erlangt. Das zweite Siegel findet der Warlock auf dem Dachboden eines ländlichen Farmhauses einer Mennoniten-Familie. Kassandra gelingt es, ihr Amulett wiederzubekommen, der Fluch wird aufgehoben und sie wird wieder jung. Sie hat ihr Ziel erreicht und nun gedenkt sie auszusteigen, aber Redferne macht ihr klar, dass – sobald der Hexenmeister alle drei Siegel zusammenbekommt – der Teufel die Macht über alles erlangt und die gesamte Welt ins Chaos stürzt.
Sie entschließt sich, Redferne weiter zu unterstützen. Die beiden reisen per Flugzeug nach Boston, wo der Hexenjäger das letzte Siegel finden möchte. In der nächsten Szene ist ein Pfarrer daheim bei seiner schwangeren Frau. Plötzlich bebt die Wohnung, die Tür fällt aus den Angeln. Der Warlock will dieselbe Information haben, wie Redferne sie bekam. Er zieht die Pfarrersfrau zu sich, der Pfarrer geht dazwischen, wird aber vom Warlock gezwungen sich hinzusetzen. Warlock spürt das noch ungeborene Pfarrerskind und droht damit, ihm ein Leid anzutun, woraufhin er bekommt, was er will.
Die nächste Szene spielt auf einem Friedhof. Es ist mittlerweile spät am Abend, Redferne und seine Begleiterin suchen nach einem Grabstein, auf dem ein Pentagramm eingraviert ist. Kassandra findet den Grabstein und sie stellen fest, dass er den Namen des Zeitreisenden Redferne trägt, somit ist es sein eigenes Jahrhunderte altes Grab. Schockiert schaut Redferne beiseite, während Kassandra den herausgenommenen Sarg öffnet, denn darin liegt das letzte Siegel verborgen, gehalten von den spröden Fingern von Redfernes Leiche.
Der Warlock stürmt herbei und erkämpft sich das Siegel von Redferne. Nun legt er in beide seiner Hände jeweils die Hälfte der Seiten. Sie wirbeln in der Luft umher, um sich in der richtigen Reihenfolge zu einem Buch zusammenzufügen.
Es fällt zu Boden, die Erde erzittert und auf dem Siegelbuch erscheinen Buchstaben. „Ich kenne dich, ich kenne deinen Namen“, ruft der Warlock Gott im Himmel zu. Sollte er den wahren Namen Gottes rückwärts ausrufen, so wird seine Mission erfüllt. Die Schöpfung wird rückgängig gemacht und der Teufel kommt an die Macht. Aber der Warlock hat Kassandra vergessen, die er kurz zuvor in die nahe Meeresbucht warf. Sie pirscht sich von hinten heran und drückt aus zwei ihrer Insulinspritzen Salzwasser in den Hals des Hexenmeisters. Daraufhin fängt der Warlock Feuer.
Um sicherzugehen, dass die drei Siegel niemals wieder in die falschen Hände gelangen, beschließt Kassandra, sie in einer riesigen Salzwüste zu vergraben. Die letzte Kameraeinstellung zeigt, wie sie in der Salzwüste davonfährt.

## Rezeption
Warlock erhielt ein verhaltenes Presseecho, was sich auch in den Auswertungen US-amerikanischer Aggregatoren widerspiegelt. So erfasst Rotten Tomatoes ähnlich viele wohlwollende wie kritische Besprechungen und ordnet den Film damit als „Gammelig“ ein. Laut Metacritic fallen die Bewertungen im Mittel „Durchwachsen oder Durchschnittlich“ aus.

„Unaufwendig produzierter Fantasyfilm, der die okkulte Zeitreise auch auf witzige Elemente hin auslotet.“

Regisseur Steve Miner wurde für den Film mit dem Publikumspreis Pegasus am Brussels International Fantastic Film Festival 1991 ausgezeichnet. Warlock – Satans Sohn war außerdem bei den Saturn Awards 1992 in den Kategorien Bester Fantasyfilm, Beste Musik und Beste Spezialeffekte nominiert.

## Fortsetzungen und Adaptionen
Der Film zog zwei Fortsetzungen nach sich. 1993 inszenierte Anthony Hickox den Film Warlock – Satans Sohn kehrt zurück, erneut mit Julian Sands in der Titel gebenden Hauptrolle. Im Jahr 1999 wurde für den Videomarkt die zweite Fortsetzung Warlock – Das Geisterschloss gedreht. Die Hauptrolle des Warlock übernahm Bruce Payne. In einer weiteren Rolle war Ashley Laurence zu sehen.
Von Acclaim Entertainment wurde 1995 ein Videospiel für Super Nintendo Entertainment System herausgegeben.